# امپراتوری آتشین
امپراتوری آتشین (به عربی: ممالک النار) یک مجموعه تلویزیونی تاریخی است که دوران پادشاهی سلیم یکم سلطان امپراتوری عثمانی و طومان بای دوم سلطان سلطنت مملوک (مصر) را به تصویر کشیده‌است. این سریال از تاریخ ۲۶ آبان ۱۳۹۸ تا ۱۸ آذر ۱۳۹۸ در شبکه ام‌بی‌سی پرشیا پخش شد.

## بازیگران
- خالد النوابی در نقش طومان بای دوم
- محمود نصر در نقش سلیم یکم
- منی واصف
- رفیق علی احمد در نقش محمد فاتح
- عبدالمنعم عمایری در نقش بایزید دوم
- رشید عساف در نقش قانصوه غوری
- ندین تحسین بیک در نقش گلبهار خاتون
- رنا شمیس در نقش جان سکر
- حلا رجب در نقش عایشه خاتون
- نضال نجم در نقش خایر بک
- سهیر بن عماره در نقش حفصه سلطان
- معتز هشام در نقش کودکی سلیم یکم
- سعد مینه در نقش جان بردی الغزالی
- رامز الاسود در نقش خادم سنان پاشا
- قصی الشوفی در نقش سلیمان یکم
- علاء الزعبی در نقش شاهزاده احمد
- یامن فیومی در نقش جم سلطان
- شادی صفدی در نقش یونس پاشا
- فرزدق دیوب در نقش شاهزاده کورکود